# دویچه لوفت‌هانزا

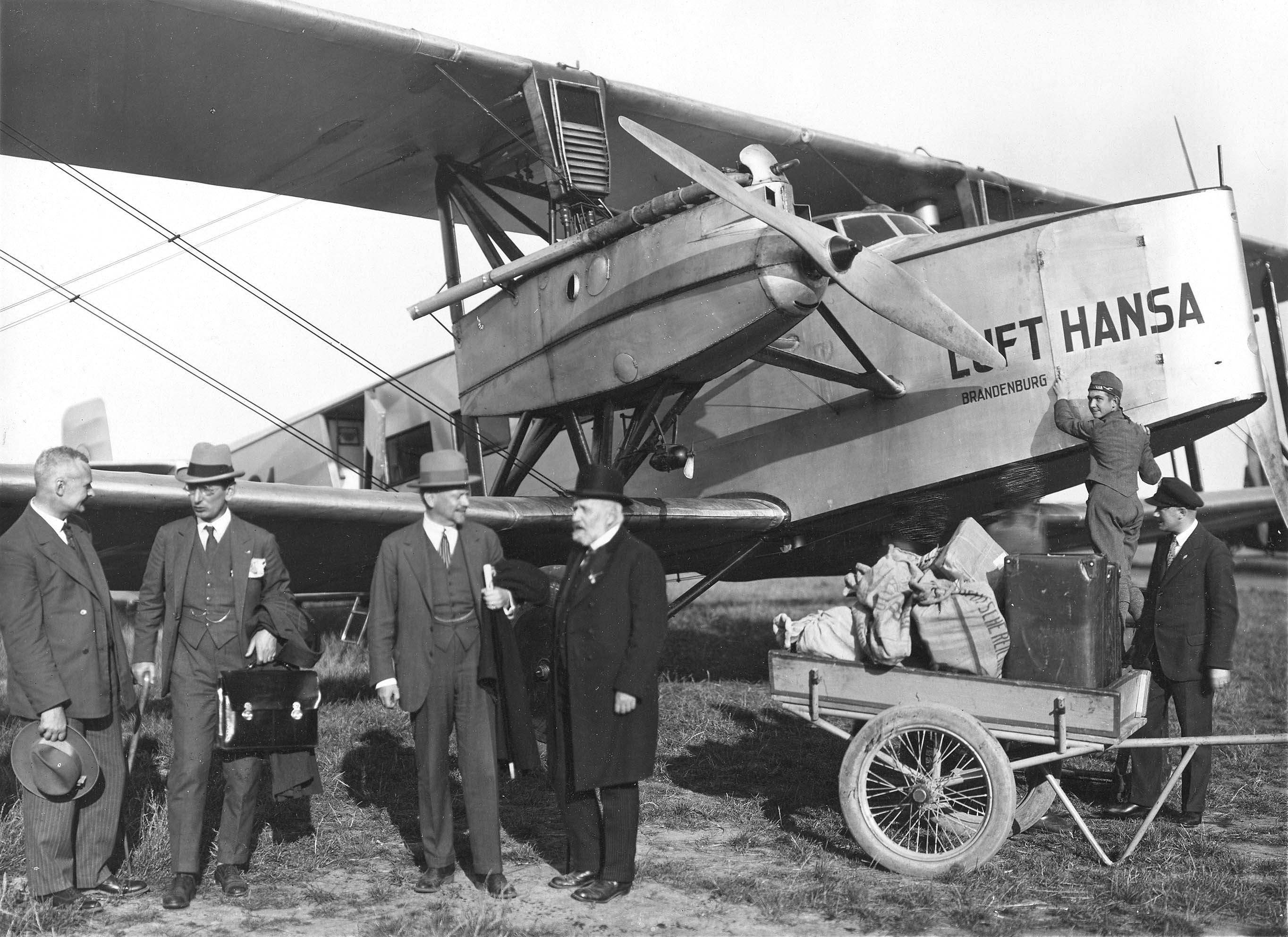
یک هواپیمای مسافربری آلباتروس L73 متعلق به شرکت دویچه لوفت‌هانزا

دویچه لوفت‌هانزا (انگلیسی: Deutsche Luft Hansa) یک شرکت هواپیمایی آلمانی بود. این شرکت نقش حامل پرچم را طی سال‌های جمهوری وایمار و آلمان نازی داشت. با وجود اینکه دویچه لوفت‌هانزا پیشروی لوفت‌هانزای فعلی (تأسیس ۱۹۵۳) محسوب می‌شود، هیچ ارتباط قانونی بین این دو شرکت وجود نداشته‌است. 